# Thottea grandiflora
Thottea grandiflora är en piprankeväxtart som beskrevs av Christen Friis Rottbøll. Thottea grandiflora ingår i släktet Thottea och familjen piprankeväxter. Inga underarter finns listade i Catalogue of Life.